# Carl Bruck
Carl Bruck (ur. 28 lutego 1879 w Kłodzku, zm. 21 czerwca 1944 w Hamburgu) – niemiecki lekarz i dermatolog.

## Życiorys
Urodził się w 1879 roku w Kłodzku, ale niedługo potem przeniósł się z rodzicami do Drezna, gdzie dorastał. Studiował medycynę w Monachium, a w 1902 roku uzyskał na tamtejszej uczelni stopień naukowy doktora. Następnie został zatrudniony w 1906 roku w Instytucie Chorób Zakaźnych im. Roberta Kocha w Berlinie. Prowadził tam badania nad kiłą. W 1909 roku otrzymał stopień doktora habilitowanego na Uniwersytecie Wrocławskim, a dwa lata później tytuł profesora. W 1914 roku przeniósł się do Klinki Dermatologii Szpitala Miejskiego w Altonie, obejmując funkcję jego ordynatora.
W tym czasie współpracował z Augustem Wassermannem i Albertem Neisserem, biorąc udział z tym ostatnim w wyprawie na Jawę, której celem było prowadzenie badań nad syfilisem. Zaangażował się także w badania nad gruźlicą. Opracował serodiagnostykę syfilisu oraz liczne leki.
W wyniku ustaw norymberskich został zmuszony do zakończenia badań w 1935. Aby uniknąć prześladowań antysemickich i deportacji do obozu koncentracyjnego, razem z żoną odebrał sobie życie w 1944 roku.